# Il sorpasso
La escapada (en italiano: Il sorpasso) es una película italiana de comedia dramática de 1962 coescrita y dirigida por Dino Risi y protagonizada por Vittorio Gassman y Jean-Louis Trintignant. El filme es considerado una película de culto y uno de los ejemplos más famosos de la llamada commedia all'italiana.
La película fue ganadora del premio del Festival Internacional de Cine de Mar del Plata al mejor director (Dino Risi), del premio Nastro d'argento del Sindacato Nazionale dei Giornalisti Cinematografici Italiani al mejor actor (Vittorio Gassman), y del premio David di Donatello al mejor actor (Vittorio Gassman).

## Sinopsis
Roma en pleno ferragosto es una ciudad desierta. Bruno Cortona (Vittorio Gassman), un hombre de treinta y seis años fanfarrón y locuaz, conduciendo su vehículo deportivo descapotable, recorre la ciudad en busca de un paquete de cigarrillos y de un teléfono. Se detiene a beber agua de un grifo y divisa a un solitario joven que lo observa. Después de un corto diálogo, el joven, llamado Roberto Mariani (Jean-Louis Trintignant), lo invita a su apartamento para que haga su llamada telefónica. Cortona se entera de que el joven se ha quedado en Roma para preparar sus exámenes. La locuacidad de Cortona lo convence de acompañarlo en su viaje por unos días. Comienza así un trayecto a alta velocidad, lleno de episodios audaces y exóticos por las carreteras italianas.

## Elenco
- Vittorio Gassman - Bruno Cortona
- Jean-Louis Trintignant - Roberto Mariani
- Catherine Spaak - Lilli Cortona
- Claudio Gora - Bibi
- Luigi Zerbinati - commendatore
- Franca Polesello - esposa del commendatore
- Luciana Angiolillo - esposa de Bruno
- Linda Sini - tía Lidia
- Nando Angelini - Amedeo